# Aaron Avshalomov
Pour les articles homonymes, voir Avshalomov.
Aaron Avshalomov (en russe : Ааро́н Авшало́мов) né le 11 novembre 1894 à Nikolaïevsk-sur-l'Amour, Russie; décédé le 26 avril 1965 à New York) est un compositeur russe.

## Biographie
Issu d'une famille juive des montagnes, il a été envoyé faire des études médicales à Zurich, où il a brièvement fréquenté le conservatoire. Ce sera sa seule formation musicale académique. Après la Révolution d'Octobre, en 1917, qui interdisait de poursuivre ses études en Europe, sa famille l'a envoyé aux États-Unis en passant par la Mandchourie et le nord de la Chine. Là il a épousé une compatriote russe émigrée à San Francisco.
Moins d'un an après, il choisit de retourner en Chine, où il restera jusqu'en 1947, à l'exception de trois ans au milieu des années 1920, qu'il a passés à Portland (Oregon) et où il a fait jouer quelques œuvres sans attirer l'attention sur lui. Avshalomov a vécu à Pékin plusieurs années, travaillant pour China Booksellers et la Librairie Française. En 1929, il s'installe à Shanghai, où il y avait une communauté juive établie, et il est devenu le bibliothécaire en chef de la bibliothèque municipale et, en 1943, chef d'orchestre de l'orchestre symphonique de Shanghai. Il a découvert l'univers de l'académie de Shanghai. Avec d'autres musiciens juifs hautement qualifiés (tels que Alfred Wittenberg (en), Walter Joachim, Arrigo Foa, etc), qui avaient fui les pogroms russes et la Révolution russe, ils ont formé à la musique classique un certain nombre de jeunes musiciens chinois, qui à leur tour sont devenus parmi les plus grands musiciens contemporains en Chine. Entre 1918 et 1947, il a travaillé pour créer une synthèse des éléments musicaux chinois et des techniques occidentales de la composition orchestrale. Entre 1933 et 1941, il compose son opéra The Great Wall, d'après la légende de Meng Jiangnü. La première a lieu en 1945 à Shanghai. Pendant la période de l'invasion japonaise et l'occupation de la Chine, puis la Seconde Guerre mondiale, Avshalomov a vécu en résidence surveillée.
Son fils Jacob Avshalomov qui deviendra un  compositeur et un chef d'orchestre est né en Chine en 1919, et a émigré aux États-Unis en 1937.
En 1947, Avshalomov a rejoint son fils aux États-Unis. Dans ses premières années d'après-guerre en Amérique, Aaron Avshalomov a vu la création de Dream of Wei Lin, et de sa Deuxième Symphonie (1949) qui a été commandée par Serge Koussevitzky. Mais encore une fois il a été incapable de faire fructifier ces acquis en vue d'obtenir la reconnaissance justifiée par ses dons évidents. Il reste un compositeur à redécouvrir.

## Compositions
- Kuan Yin (opéra d'après Guanyin, le bodhisattva de la compassion; créé à Pékin en 1925)[3]
- The Twilight Hour of Yan Kuei Fei (opéra, 1933)[3], probablement d'après le livre éponyme (1923) de A. E. Grantham.
- The Great Wall (opéra, 1945)
- Quatuor à cordes en mi mineur
- Concerto pour piano en sol sur des Thèmes et Rythmes Chinois (1935)[6]
- Concerto pour Flûte
- Concerto pour Violon en ré majeur
- Symphonie nº 1 en ut mineur
- Symphonie nº 2 en si mineur (créée à Cincinnati, le 30 décembre 1949, commandée par Serge Koussevitzky)[3]
- Dream of Wei Lin (1949)[3]
- Soul of the Ch'in
- Hutongs of Peking, poème symphonique
- Four Biblical Tableaux (Queen Esther's Prayer, Rebecca by the Well, Ruth and Naomi, Processional)[5]